# (4462) Vaughan
(4462) Vaughan es un asteroide perteneciente al cinturón de asteroides, descubierto el 24 de abril de 1952 por el equipo del Observatorio McDonald desde el Observatorio McDonald, Texas, Estados Unidos.

## Designación y nombre
Designado provisionalmente como 1952 HJ2. Fue nombrado Vaughan en honor al astrónomo estadounidense Curtis T. Vaughan, Jr.

## Características orbitales
Vaughan está situado a una distancia media del Sol de 3,078 ua, pudiendo alejarse hasta 3,519 ua y acercarse hasta 2,638 ua. Su excentricidad es 0,142 y la inclinación orbital 1,004 grados. Emplea 1973 días en completar una órbita alrededor del Sol.

## Características físicas
La magnitud absoluta de Vaughan es 12,3. Tiene 18,629 km de diámetro y su albedo se estima en 0,074.